# Calliphora toxopeusi
Calliphora toxopeusi este o specie de muște din genul Calliphora, familia Calliphoridae, descrisă de Theowald în anul 1957. Conform Catalogue of Life specia Calliphora toxopeusi nu are subspecii cunoscute.